# 宝塚市立病院
宝塚市立病院（たからづかしりつびょういん）は、兵庫県宝塚市が設置する公立病院である。病院の理念は、「市民の健康といのちを守ります。」

## 概要
兵庫県指定地域医療支援病院、兵庫県指定救急告示病院(2次救急)、兵庫県指定災害拠点病院、兵庫県指定肝疾患専門医療機関、公益財団法人日本医療機能評価機構認定病院。436床を備える大規模総合病院である。
老朽化により建て替えを検討していたが財源確保が困難であったが令和7年に同市内在住の資産家夫婦より250億円以上の寄付（条件付き）があり建て替えの目途が付き令和13年度の開院を目指している。

## 沿革
- 1984年5月 - 診療開始。
- 2001年4月 - 災害拠点病院に指定される。
- 2003年10月 - 臨床研修病院（管理型臨床研修病院）に指定される。
- 2005年4月 - 病院事業地方公営企業法が全部適用される。
- 2012年4月 - 兵庫県から、専門的ながん診療の機能を有する医療機関に認定される。
- 2013年11月 - 地域医療支援病院に承認される。

## 診療科・部門
| - 総合内科 - 血液内科 - 呼吸器内科 - 緩和ケア内科 - 消化器内科 - 循環器内科 - 腎臓内科 - リウマチ科 - 心療内科 - 小児科 - 外科 - 整形外科 - 形成外科 - 脳神経外科 - 呼吸器外科 - 心臓血管外科 | - 泌尿器科 - 産婦人科 - 眼科 - 耳鼻咽喉科 - 皮膚科 - リハビリテーション科 - 放射線科 - 歯科口腔外科 - 麻酔科 - 救急科 | - 薬剤部 - 中央検査室 - 中央放射線室 - 集中治療救急室 - 消化器内視鏡センター - 血液浄化療法センター - 外来化学療法室 - 地域医療室 - 栄養管理室 - 臨床工学室 - 医療安全対策室 - 患者総合相談室 - がん診療支援・緩和ケアセンター - 看護部 |

## 不祥事・医療事故・ミス
- 尿管切除事故(2019年)
  - 2019年1月、男性患者の腹部大動脈と右尿管の間に腫れたリンパ節が見つかり、同病院を受診。悪性かどうかを調べるため、3月に腫れたリンパ節の組織を採取する外科手術を受けた。手術は50代の男性医師が執刀したが、リンパ節の腫れがひどく、近くにあった右尿管約4センチも誤って切除したという。手術後、血液検査やCT検査の結果などからミスが判明した。その後、同病院で腎臓に直接カテーテルを挿入する処置を行い、男性は現在、脇腹に尿を留置する袋をつけて生活している。今後の対応は大学病院などで協議する。尿管に関する医療費などは市立病院が補償する。病院側は「外科だけでなく、事前に泌尿器科などとも話し合って手術方法を決めるべきだった。今後は院内での連携を強化し、再発防止に努めたい」としている。男性は4月に退院したが、現在も2週間に1度通院しているという[9]。

- 病理検査室の不調放置（2019年）
  - 2019年11月1日（会見） - 西宮労働基準監督署は、数年前から職員からの指摘があったにもかかわらず、当院が病理検査室で化学物質を排気する装置の不調を放置し、同室で勤務する女性技師（30代）は８月から鼻水や目の痛みなどの症状が出る「シックハウス症候群」で休職し、別の女性も頭痛を訴える体調不良に至らしめたとして是正勧告を出した。病院は会見で、労働安全衛生法に基づく安全管理責任者の未配置なども同労基署に指摘されたと説明[10]。

## 交通アクセス
- JR宝塚線、阪急宝塚本線「宝塚駅」から阪神バスで約10分、「宝塚市立病院前」停留所下車。
- 「宝塚駅」、阪急電鉄「逆瀬川駅」,「中山観音駅」,「山本駅」,「売布神社駅」、JR宝塚線「中山寺駅」から阪急バスで、「宝塚市立病院(玄関前)」バス停または宝塚インター前「宝塚市立病院前(国道上)」バス停下車。